# Vương (thị trấn)
Vương là thị trấn huyện lỵ của huyện Tiên Lữ, tỉnh Hưng Yên, Việt Nam.

## Địa lý
Thị trấn Vương nằm ở trung tâm huyện Tiên Lữ, cách thành phố Hưng Yên khoảng 10 km về phía đông bắc, có vị trí địa lý:
- Phía đông giáp xã Lệ Xá và huyện Phù Cừ
- Phía tây giáp xã Nhật Tân
- Phía nam giáp xã An Viên và xã Hải Thắng
- Phía bắc giáp xã Hưng Đạo.

Thị trấn Vương có diện tích 13,93 km², dân số năm 2022 là 21.084 người, mật độ dân số đạt 1.513 người/km².
Trục đường chính chạy qua thị trấn Vương là quốc lộ 38B từ Hải Dương qua Hưng Yên đến Ninh Bình và tỉnh lộ 200. Hai đường này cắt nhau tạo ra ngã tư Phố Giác và cũng là trung tâm của huyện Tiên lữ.

## Lịch sử
Vào đầu thế kỷ XIX, địa bàn thị trấn Vương ngày nay thuộc tổng Dị Chế, huyện Tiên Lữ, phủ Khoái Châu, trấn Sơn Nam Thượng.
Ngày 7 tháng 10 năm 1995, Chính phủ ban hành Nghị định 57-CP. Theo đó, thành lập thị trấn Vương, thị trấn huyện lỵ của huyện Phù Tiên trên cơ sở 137,96 ha diện tích tự nhiên và 2.434 người của xã Ngô Quyền, 54 ha diện tích tự nhiên và 3.880 người của xã Dị Chế.
Sau khi thành lập, thị trấn Vương có 199,96 ha diện tích tự nhiên và 6.314 người.
Ngày 24 tháng 2 năm 1997, huyện Tiên Lữ được tái lập từ một phần diện tích và dân số của huyện Phù Tiên, thị trấn Vương trở thành huyện lỵ huyện Tiên Lữ như hiện nay.
Ngày 24 tháng 10 năm 2024, Ủy ban Thường vụ Quốc hội ban hành Nghị quyết số 1248/NQ-UBTVQH15 về việc sắp xếp đơn vị hành chính cấp xã của tỉnh Hưng Yên giai đoạn 2023 – 2025 (nghị quyết có hiệu lực từ ngày 1 tháng 12 năm 2024). Theo đó, sáp nhập toàn bộ 6,25 km² diện tích tự nhiên, quy mô dân số là 6.235 người của xã Ngô Quyền và toàn bộ 5,25 km² diện tích tự nhiên, quy mô dân số là 8.733 người của xã Dị Chế vào thị trấn Vương.
Thị trấn Vương có 13,93 km² diện tích tự nhiên và quy mô dân số là 21.084 người.

## Kinh tế
Chủ yếu là kinh tế nông nghiệp, ngoài ra hoạt động kinh doanh buôn bán khá phát triển. Thị trấn Vương có một số nhà máy, xí nghiệp tạo ra khá nhiều việc làm cho nhân dân địa phương. Như một số công ty may, công ty giày da. Tại thị trấn Vương cũng có một số dự án phát triển kinh tế công nghiệp, hướng tới trở thành trung tâm kinh tế trong vùng.